# Nikon D90
La Nikon D90 és una càmera rèflex digital (DSLR) de Nikon que es va llençar al mercat el 27 d'agost de 2008 millorant l'anterior càmera, la Nikon D80. Consta d'un sensor de 12,3 Mpx amb un sensor APS-C (Nikon DX).
La Nikon D90 va destacar per ser la primera càmera rèflex digital amb capacitat de gravar vídeo. Al maig de 2003, la D90 va guanyar el premi TIPA European Photo & Imaging Award, en la categoria "Millor DSLR".

## Característiques
La Nikon D90 va ser una versió millorada del que portava fent fins llavors la marca. El seu sensor CMOS amb format DX de 10,3 Mpx i el sistema de processament d'imatges EXPEED ofereixen una qualitat d'imatge molt alta en un ventall molt gran d'ajustos de la ISO (200-3200 ampliable fins a 6400 i reduïble fins a 100).
Compta amb el sistema D-Lighting actiu que manté els detalls quan es troben amb altes llums o ombres molt fosques, i aporta un contrast molt natural.
La D90 té controls d'imatge que permeten personalitzar l'aspecte i l'ambient de les imatges depenent de la situació en què es trobi el fotògraf: Estàndard, Vívid, Neutre, Monocromàtic, Retrat o Paisatge.
Té un rendiment avançat d'enfocament automàtic amb un sistema molt versàtil d'enfocament d'11 punts diferents (Multi-CAM100) que ofereix una cobertura d'enfocament molt precisa i ràpida en tota la fotografia.
El visor lluminós de la càmera amb un 96% de cobertura de l'enquadrament i un punt visual de 19,5 mm permet una composició precisa. A més, el mode Live View ens facilita la composició de les imatges mostrant aquestes en directe a la pantalla LCD de 3 polzades i 920.000 punts de resolució amb un angle de visió de gairebé 180 graus.
El mode de gravació D-Movie permet gravar vídeo, cosa que fins llavors no s'havia fet mai en una reflex. Aquesta innovació va permetre incloure tècniques fotogràfiques a les gravacions de vídeo a nivell amateur.

## Especificacions tècniques
| Tipus                                          | Càmera rèflex |
| Montura de l'objectiu                          | Muntura F de Nikon (amb acoplament AF i contactes AF) |
| Sensor                                         | Sensor CMOS de 23,6 x 15,8 mm amb format DX. |
| Píxels (totals)                                | 12,9 Mpx |
| Píxels (efectius)                              | 12,3 Mpx |
| Sistema de reducció de pols                    | Funció de neteja automàtica del sensor amb eliminació de pols (es necessita el software opcional Capture NX-D) |
| RR llarga exposició o ISO alta                 | Les fotografies preses amb velocitats d'obturació més lentes a 8 segons o amb ISO 800 o més alta es processen per reduir el soroll de la imatge.                                                                                       |
| Mida de la imatge                              | 3 mides: - 4288 x 2848 (L) - 3216 x 2136 (M) - 2144 X 1424 (S) |
| Format d'imatge                                | -NEF (RAW comprimit) -JPEG amb 3 qualitats diferents -NEF (RAW) + JPEG |
| Suports                                        | Tarjetes SD, SDHC o Eye-Fi |
| Número de bits de conversió A/D                | 12 bits |
| Velocitat d'escriptura d'imatges               | Aprox. 14 MB/s |
| Sistema d'arxius                               | DCF, 2.0 DPOF, Exif 2.21 i PictBridge |
| Comentari d'imatge                             | Es poden introduir fins a 36 caràcters alfanumèrics per afegir comentaris a les imatges mitjançant la pantalla. |
| Visor                                          | Visor rèflex amb pentaprisma a nivell de l'ull. |
| Cobertura del fotograma                        | Aprox. 96% |
| Ampliació                                      | Aprox. 0,94 augments (objectiu 50mm i f/1.4 ajustat a l'infinit) |
| Punt de mira                                   | 19,5 mm (-1,0 m-1) |
| Ajustament per dipotries                       | -2-+1 m-1 |
| Pantalla d'enfocament                          | Pantalla Brite View Clear Matte Mark II de Tipus B amb marc d'enfocament (pot visualitzar-se a la quadrícula d'enquadrament) |
| Mirall rèflex                                  | De retorn ràpid |
| Obertura de l'objectiu                         | Retorn instantàni a través de control electrònic |
| Objectius compatibles                          | Dx AF Nikkor o AF Nikkor de tipus G o D |
| Tipus d'obturador                              | Obturador de pla focal de desplaçament vertical controlat electrònicament |
| Velocitat d'obturació                          | 1/4000-30 s en passos de 1/3 o 1/2 EV; opcions Bulb i Time (cal control a distància sense fils) |
| Velocitat de sincronització de flaix           | X = 1/200 de s; es sincronitza amb l'obturador a una velocitat de 1/200 de s o més lenta. |
| Retard de l'obturador                          | Aprox. 65 ms |
| Apagat del visor                               | 120 ms |
| Modes d'obturació                              | Fotograma a fotograma, continu a baixa velocitat, disparador automàtic, fotografia retardada a control remot, control remot de resposta ràpida                                                                                         |
| Velocitat de fotogrames                        | 1-4 fps |
| Temporitzador                                  | 2, 5, 10 i 20 s de duració |
| Medició de l'exposició                         | Medició de l'exposició TTL mitjançant el sensor RGB de 420 píxels |
| Mode de medició                                | -Matricial -Ponderada -Puntual |
| Rang de medició (ISO 10, objectiu f1/4, 20 °C) | -Medició matricial o ponderada central: 0-20 EV -Medició puntual: 2-20 EV |
| Acoplament de l'exposímetre                    | CPU |
| Modes                                          | Automàtic, modes d'escena (Retrat, paisatge, primer pla, esports i retrat nocturn); Automàtic programat amb programa flexible (P); Automàtic amb prioritat per la obturació (S); Automàtic amb prioritat pel diafragma (A); Manual (M) |
| Compensació de l'exposició                     | -5-+EV en increments de 1/3 o 1/2 EV |
| ISO                                            | ISO 200-3200 en pasos d'1/3 EV |
| Enfocament automàtic                           | Mòdul de l'autofocus Multi-CAM 1000 de Nikon amb detecció de fase TTL, 11 punts d'enfocament. |
| Bateria                                        | Una bateria regarregable de ions de liti EN-EL3e |

## Accessoris[5]
- Corretja: AN-DC11
- Tapa pel cos: BF-1A
- Coberta de la entrada de la tarjeta: BS-1
- Tapa del visor ocular: DK-21
- Cable AV: EG-D2
- Bateria: EN-EL3e
- Carregador de bateries: MH-18a
- Programari Suite for COOLPIX (Programa per ordinador)
- Cable USB: UC-E4